# Лас Пласас
Лас Пласас (итал. Las Plassas) је насеље у Италији у округу Медио Кампидано, региону Сардинија.
Према процени из 2011. у насељу је живело 223 становника. Насеље се налази на надморској висини од 151 м.

## Становништво
| 1936. | 1951. | 1961. | 1971. | 1981. | 1991. | 2001. | 2011. |
| ----- | ----- | ----- | ----- | ----- | ----- | ----- | ----- |
| 502   | 566   | 632   | 379   | 298   | 317   | 269   | 257   |